# Exército Russo de Libertação
O Exército Russo de Libertação (em russo: Russkaya osvoboditel'naya armiya, Русская освободительная армия, abreviado em cirílico para РОА; também chamado de Exército de Vlasov) foi uma força militar formada por russos subordinados ao alto-comando dos exércitos da Alemanha Nazista durante a Segunda Guerra Mundial.
Vlasov, um general soviético, concordou em colaborar com a Alemanha Nazista depois de ter sido capturado na Frente Oriental. Os soldados sob seu comando eram principalmente ex-prisioneiros de guerra soviéticos, mas também incluíam emigrantes russos brancos, alguns dos quais eram veteranos do Exército Branco anticomunista da Guerra Civil Russa (1917-1923). Em 14 de novembro de 1944, foi oficialmente renomeado como Forças Armadas do Comitê para a Libertação dos Povos da Rússia, com o KONR sendo formado como um corpo político ao qual o exército jurou lealdade. Em 28 de janeiro de 1945, foi oficialmente declarado que as divisões russas não faziam mais parte do exército alemão, mas estariam diretamente sob o comando do KONR.
Perto do fim da guerra, em 1945, muitas de suas unidades haviam mudado de lado e passaram a combater com os Aliados até a rendição da Alemanha. Em maio de 1945, membros do ROA mudaram de lado e se juntaram ao levante anti-nazista de Praga. Ainda assim, Vlasov e outras lideranças deste movimento foram presos pelos soviéticos e posteriormente executados por traição.

## Origens

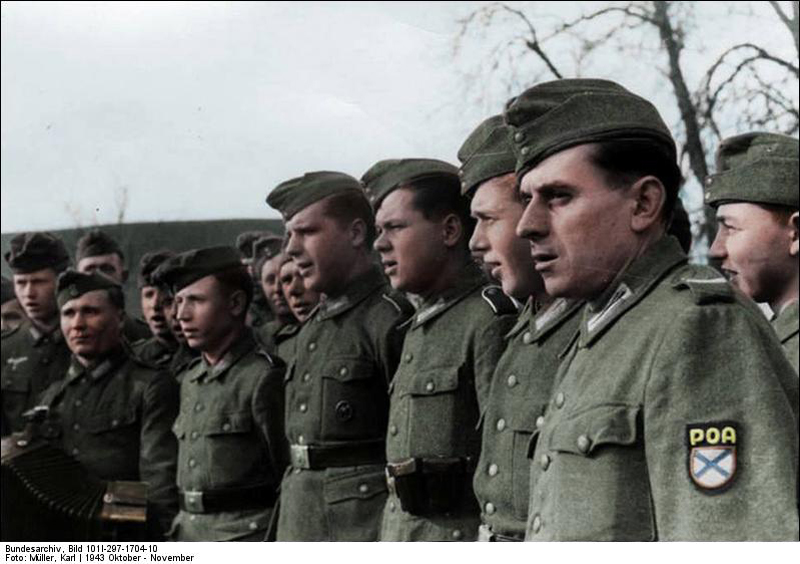
Voluntários do Exército Russo de Libertação no Flandres, perto da fronteira franco-belga. Eles usam o distintivo de ombro do ROA, e são uniformizados e equipados pelos alemães.

Quando a Alemanha Nazista e seus aliados invadiram a União Soviética, milhões de cidadãos soviéticos - incluindo muitos eslavos - receberam os invasores como libertadores e se voluntariaram para ajudar. Por causa da ideologia racista do nazismo, o Alto Comando alemão inicialmente recusou essa mão-de-obra disponível, mas ainda assim centenas de milhares de eslavos foram recrutados nas primeiras semanas da campanha.
Esses voluntários foram chamados "Hiwi"; um acrônimo para Hilfswilliger, que significa "auxiliares voluntários". Muitos desses recrutas serviram em formações na Waffen-SS, em milícias locais e em forças de polícia; sendo usados primordialmente em operações anti-partisan. Os demais foram usados em pequenos grupos para trabalhos auxiliares como motoristas, cozinheiros, enfermeiros e quaisquer outros trabalhos mundanos que pudessem liberar mais soldados alemães para a linha de frente. Inicialmente, esses voluntários usaram seus uniformes soviéticos com as insígnias removidas, identificados apenas por braçadeiras com os dizeres "Im Dienst der Deutsche Wehrmacht" ("Em serviço da Wehrmacht alemã").

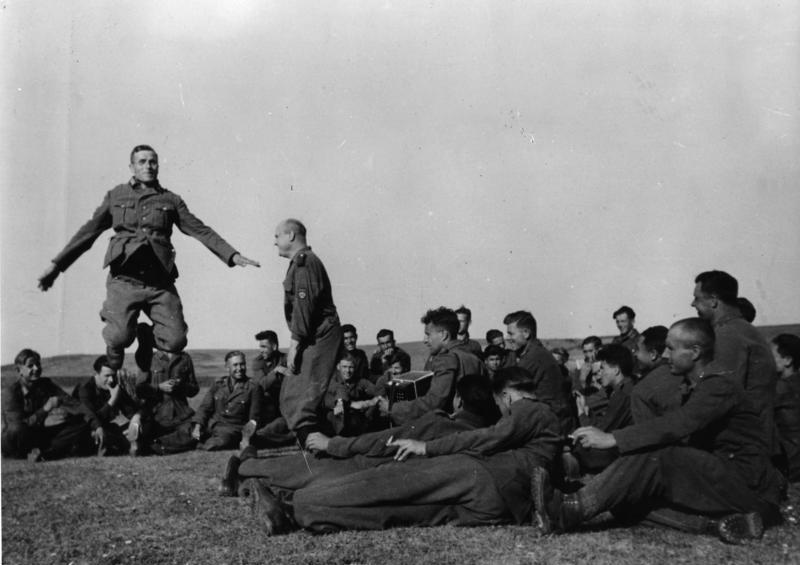
Soldados russos se divertindo com danças tradicionais durante um momento de folga no treinamento.

Outra formação foram os Osttruppen ("Tropas Orientais"), incluindo todos os cidadãos soviéticos agrupados em formações de combate incorporadas a unidades alemãs. Oficialmente, estas eram batalhões chamados Ostbataillonen (singular, Ostbataillon), significando "Batalhões Orientais". Essas primeiras unidades foram iniciativas de comandos locais desafiando as ordens de Berlim, e a maioria dos seus homens eram cidadãos não-russos: bálticos, ucranianos, cossacos, caucasianos etc. Estes consideravam-se povos oprimidos pelos "Grandes Russos" da terra-coração sediada em torno de Moscou. Em novembro de 1941, o Grupo de Exércitos Centro organizou os primeiros seis batalhões desse tipo, usando o termo "Osttruppen"; cuja função primária era a segurança da retaguarda alemã, ocupando postos e patrulhando as linhas de comunicação internas. Pouco depois, o Alto Comando autorizou mais formações, porém com uma série de restrições - batalhões não poderiam conter mais de 200 e serviriam apenas na retaguarda. Nessa época, foram formados os seguintes batalhões russos:
- Ostbataillon 263;
- Ostbataillon 308
- Ostbataillonen 601-620;
- Ostbataillon 627-650;
- Ostbataillon 653;
- Ostbataillon 661-666;
- Ostbataillon 674.

Estes batalhões também contavam com ucranianos e bielo-russos para recompletamento, formando um total de 54 batalhões russos. No final de 1941, o Alto Comando criou as legiões asiáticas e caucasianas - Ostlegionnen - com um tamanho tão importante que tentativas de uniformização, incluindo insígnias, foi feita já no verão de 1942. Em 14 de julho de 1942, foi criada a Medalha de Bravura e Condecoração de Mérito para Povos Orientais (Tapferkeits und Verdienstauszeichnung für Ostvölker), conhecida como Ostvolkmedaille (Medalha dos Povos Orientais) e podia ser usada no estilo russo, em fileira.
A primeira unidade nacional da Osttruppen russa foi a milícia anti-partisan da região de Orel-Kursk, que era conhecida por sua brutalidade sob a liderança de Bronislav Kaminski. Esta milícia era uma turba violenta de várias nacionalidades que se autodenominava Exército Popular de Libertação Russo (Russkaya Osvoboditelnaya Narodnaya Armiya, RONA), mas eram conhecidos como Brigada Kaminski. Essa brigada foi incorporada na Waffen-SS como Volksheer-Brigade, Waffen-Sturm-Brigade der SS RONA, e depois expandida na 29º Divisão SS, sempre servindo em ações anti-partisan e se destacando mais por matar civis. Outra tentativa mais séria foi o Exército Nacional Popular Russo (Russkaya Natsional'naya Narodnaya Armiya, RNNA), criado pelo Grupo de Exércitos Centro em 1942. Designado pelos alemães também como "Unidade Experimental Centro", por ser uma unidade de teste do Grupo de Exércitos Centro, e como "Brigada Ostindorf" pela cidade onde estava acantonada, o RNNA possuía seis batalhões sob o comando do ex-general soviético Boiarsky e era incomum dentre as Osttruppen no fato de todos os graduados e oficiais serem russos. Seu uniforme consistia no velho uniforme soviético com as insígnias do Exército Vermelho removidas. Em dezembro de 1942, foi decidido que o RNNA seria enviado para a linha de frente mas, devido à desconfiança alemã, os batalhões foram dispersados separadamente. Essa decisão causou um grande desapontamento nos russos que sonhavam com uma força nacional lutando ao lado do Terceiro Reich contra a União Soviética.

## Luta contra os alemães e captura pelos soviéticos
Durante a marcha para o sul, a primeira divisão da ROA veio em auxílio dos guerrilheiros tchecos na revolta de Praga contra a ocupação alemã, que começou em 5 de maio de 1945. Vlasov inicialmente relutou em concordar com esse movimento, mas acabou não resistindo à decisão do general Bunyachenko de lutar contra os alemães.
A primeira divisão entrou em batalha com unidades Waffen-SS que haviam sido enviadas para nivelar a cidade. As unidades ROA, armadas com armamento pesado, repeliram o implacável ataque da SS e, juntamente com os insurgentes tchecos, conseguiram preservar a maior parte de Praga da destruição.  Devido à predominância de comunistas na nova Rada tcheca ("conselho"), a primeira divisão teve que deixar a cidade no dia seguinte e tentou se render ao Terceiro Exército dos EUA do General Patton. Os Aliados, no entanto, não estavam interessados em ajudar ou abrigar a ROA, temendo que tal ajuda prejudicasse as relações com a URSS.
Mais de mil soldados foram inicialmente levados sob custódia dos Aliados pela 44ª Divisão de Infantaria e outras tropas dos EUA. Em um movimento que o comando aliado manteve em segredo por muitos anos, eles foram entregues à força aos soviéticos pelos Aliados, devido a um acordo anterior entre Churchill e Stalin de que todos os soldados da ROA seriam devolvidos à URSS. Alguns oficiais aliados que simpatizavam com os soldados da ROA permitiram que eles escapassem em pequenos grupos para as zonas controladas pelos americanos.
O governo soviético rotulou todos os soldados da ROA (vlasovtsy) como traidores, e aqueles que foram repatriados foram julgados e condenados à detenção em campos de prisioneiros. Vlasov e vários outros líderes da ROA foram julgados e enforcados em Moscou em 1º de agosto de 1946.

## Ordem de batalha
A composição do VS-KONR foi a seguinte:
| Divisão                                               | Comandante                       | Anotações                                                                                 |
| ----------------------------------------------------- | -------------------------------- | ----------------------------------------------------------------------------------------- |
| 600ª Divisão de Infantaria (Russa) 1ª Divisão do KONR | Major-general Sergei Bunyachenko | Incluía membros da dissolvida Brigada Kaminsky. Tinha um total de cerca de 20 000 homens. |
| 650ª Divisão de Infantaria (Russa) 2ª Divisão do KONR | Major-general Grigory Zverev     | Não totalmente armado ou preparado, tinha 11 856 homens.                                  |
| 700ª Divisão de Infantaria (Russa) 3ª Divisão do KONR | Major-general Mikhail Shapalov   | Não terminou de se formar, tinha cerca de 10 000 homens desarmados.                       |

Elementos de ar
I. Ostfliegerstaffel (russische) (1º Esquadrão Oriental-Russo) (1943–1944)
II. Störkampfstaffel (Esquadrão de Assédio Noturno) 8 (1945)
Força Aérea KONR

Dois pilotos da Força Aérea Soviética, Semyon Trofimovich Bychkov e Bronislav Romanovich Antilevsky, desertaram e se tornaram parte da força aérea ROA, comandada pelo major-general Maltsev Viktor Ivanovich. A força aérea foi dissolvida em julho de 1944.